# F212i
ムーバ F212i（ムーバ エフ にー いち に アイ）は、富士通製のNTTドコモの携帯電話(mova)端末である。

## 概要
本機は、厚さ13mmという薄型設計が特徴のストレート形端末。
横幅も小さく収まっており、手に取ってみるとその仕様以上に小型に、また軽量に感じられる。
ほどよく屈曲した、つやのある触感のボディが手になじむ。
ディスプレイは、大きさ1.8インチのTFT液晶。
待受画面の背景画像として、時間帯によって4種類の美しい画像が自動的に切り替わるという壁紙が標準で設定されていた。
なお、最後にボタン操作を行ってから一定時間以上経過すると、自動的にモノクロの時刻表示画面へと切り替わる。
アンテナには伸縮するロッドアンテナを採用。
側面には誤操作防止用のスライドスイッチが配置されており、これは片手でも簡単に、すばやく切り替え操作を行うことができるものである。
カラーバリエーションは暗い灰色で重厚な印象のダークメタルと、明るい銀色が爽快なフリーズシルバーの二種類。
円形のクレードルと、クリップ付きストラップが用意されている。
本機が開発されていたときには、携帯電話端末の形状として折りたたみ式がすでに主流となっていた。
それでも富士通は独自で市場調査を実施し、全携帯電話需要の1割はストレート形端末を欲していることをつかむ。
本機は、そのうち半数をビジネスマンが占めていたという事実を踏まえ、ビジネスシーンでの利用を重視して開発された製品であり、ビジネスユースに特化した機能が多数織り込まれたものとなっている。
少ないボタン操作でさまざまな機能をすばやく行えるショートカットキーや、スケジューリング機能、さらには4万語を収録した英和辞典機能を備えている。

## 仕様
- SAR: 1.38 W/kg

## 歴史
- 2002年8月20日　 電気通信端末機器審査協会による技術基準適合認定の設計認証（設計認証番号A02-0679JP、J02-0084）
- 2002年8月22日　 テレコムエンジニアリングセンターによる技術基準適合証明の工事設計認証（工事設計認証番号01WZA1008）
- 2002年11月8日　 発表
- 2002年11月12日　発売開始
- 2002年11月22日　アラーム機能が正常に動作しない不具合が発見され販売中止となる。
- 2002年12月上旬　販売再開
- 2012年3月31日　 movaサービス終了により使用はこの日限りとなる。